# Pisanosaurus
Pisanosaurus este un gen de dinozauri ornithischiani primitivi, care au trăit în Triasicul târziu în zona actualei Americi de Sud. Era un erbivor biped descris de paleontologul argentinian Rodolfo Casamiquela în 1967. Doar o singură specie, cea tip, Pisanosaurus mertii, este cunoscută, pe baza unui schelet parțial. Fosilele au fost descoperite în formațiunea Ischigualasto din Argentina, care datează de acum 228–216,5 milioane de ani.
Clasificarea exactă a genului Pisanosaurus a fost motivul unor dezbateri științifice de peste 40 de ani; consensul actual este că Pisanosaurus este cel mai vechi ornithischian cunoscut, parte a grupului divers de dinozauri ce au trăit pe aproape întreaga perioadă a erei mezozoice.